# Antoni Pastor i Cabrer
Antoni Pastor i Cabrer (Manacor, 1963) és un polític mallorquí. Fins al 2015 fou batle de Manacor i diputat al Parlament de les Illes Balears, elegit en tots dos casos sota les sigles del Partit Popular. Tot i això, les discrepàncies constants de Pastor amb el president del partit i del Govern de les Illes Balears, José Ramón Bauzà Díaz, especialment en la política lingüística de Bauzá, van precipitar la ruptura d'ambdós. Una ruptura que es va començar a materialitzar arran del vot contrari de Pastor a la Llei de Funció Pública; el trencament de la disciplina de vot del Grup Parlamentari Popular va suposar l'obertura d'un expedient d'expulsió del PP. Des d'aquells instants, actua com a diputat no adscrit, fins que el 14 de març anuncia que entra a militar al partit polític Proposta per les Illes de Jaume Font i Josep Melià.

## Trajectòria política

### Amb el Partit Popular
Antoni Pastor va iniciar-se en política l'any 1995, a les llistes del Partit Popular per a les eleccions municipals de Manacor. Va ser elegit regidor.
Va ser elegit diputat en les eleccions al Parlament de les Illes Balears de 1999 sota les llistes populars de Jaume Matas.
El 2003 va ser elegit cap de llista del PP a les eleccions locals de Manacor, que va guanyar amb 9 regidors de 21. Va ser investit com a batle del municipi gràcies als 2 regidors de l'AIPC. L'any 2007 va incrementar el nombre de regidors fins a 10; sense majoria absoluta, va tornar a pactar amb AIPC.
Durant el Congrés regional del Partit Popular de les Illes Balears de 2007, Pastor en fou elegit vicepresident, al costat de la llavors presidenta Rosa Estaràs Ferragut. Aquest ascens polític va arribar fins al punt de ser designat líder del Grup Parlamentari Popular el juliol de 2010, esdevenint així, cap de l'oposició al govern progressista de Francesc Antich Oliver.
En les eleccions locals de 2011, les terceres per a Pastor, el PP va assolir per primera vegada la majoria absoluta (11 regidors) al consistori manacorí. No obstant això, no renunciaren a l'ajuda dels dos regidors d'AIPC.
En el terreny autonòmic, Pastor torna a ser integrat a les llistes de José Ramón Bauzà Díaz i reelegit com a diputat al parlament illenc, però en aquesta 8a legislatura, Bauzá no l'elegeix per a cap àmbit de responsabilitat important dins el grup parlamentari, fet que molesta Pastor, qui acusa Bauzá de traïció i humiliació. Comença així una etapa de distanciament amb el PP, que acaba amb l'expulsió del partit.

### Com a independent
L'expulsió d'Antoni Pastor per part dels populars va tenir conseqüències també en el si de l'Ajuntament de Manacor. Dels 11 regidors que Pastor va assolir el 2011, tots van ser-li fidels excepte tres: Antoni Sureda, Antoni Servera i Llorenç Bosch. Aquests regidors, propers a Bauzá i que es mantingueren dins el PP de Manacor foren expulsats de l'equip de govern. Els vuit regidors fidels abandonaren el grup popular i es constituïren com a Coalició per Manacor.
Pastor va quedar amb minoria, atès que l'acord amb AIPC només arribava als 10 regidors. Va recuperar la majoria absoluta recorrent als dos regidors d'ALM.

### En El PI
El març de 2013, Pastor s'incorporà a El Pi, del qual fou vicepresident. Mantení aquest càrrec fins al congrés del 2017 en que Xisca Mora passà a ser vicepresidenta de la formació regionalista. Tot i així, mantení el seu escó i portavocia al Consell de Mallorca.